# The X Factor (Egyesült Királyság)
A legutóbbi évadról itt olvashatsz: The X Factor (tizenötödik évad)
A The X Factor 2004-től futó brit televíziós tehetségkutató műsor, melynek célja új popsztárok felfedezése. A műsort Simon Cowell alkotta meg, az első évad 2004-ben indult, azóta minden évben ősztől decemberig van képernyőn az újabb évad. A műsor költségvetésére a pénzt a FremantleMedia's Thames és Cowell cége a SycoTV biztosítja. A műsort az Egyesült Királyságban az ITV, míg Írországban a TV3 közvetíti. A műsor címében az "X Factor" azt a pluszt jelenti, amitől valaki sztárrá válhat.
A műsor házigazdája a tizenharmadik évad óta Dermot O'Leary. A jelenlegi zsűrit Simon Cowell, Louis Tomlinson, Ayda Williams valamint Robbie Williams alkotja. A műsor válogatásokból, táborból, mentorok házából, élő show műsorokból és két epizódos Fináléból áll. A műsor nemzetközi szinten is elismert és híres, több ország rendezi meg saját verzióját ugyanezen formátum alapján. A show háttérműsora 2017-ig a The Xtra Factor volt, amely közvetlenül a főműsor után futott az ITV2-n, ezt 2017-ben egy online műsor az Xtra Bites váltotta fel.

## A műsor története
Az X Factor a korábbi Pop Idol tehetségkutatót váltotta, miután utóbbi műsort határozatlan ideig szüneteltették, leginkább amiatt, mert Simon Cowell saját műsor indítását tervezte, amelynek vetítési jogaival is rendelkezhet. A két műsor hasonlósága rengeteg konfliktushoz vezetett.
A műsor első zsűrijét Louis Walsh, Sharon Osbourne és Cowell alkotta. Brian Friedman a negyedik évadban átvette Walsh helyét a zsűriben, és ebben az évben csatlakozott Dannii Minogue, mint negyedik zsűritag. Azonban néhány válogatás után Friedman helyére visszahívták Walsh-t. Cheryl Cole az ötödik évadban átvette Osbourne helyét a zsűriben. Kelly Rowland, Gary Barlow és Tulisa a nyolcadik évadban vette át Minogue, Cowell és Cole helyét, Rowland a kilencedik évadra nem tért vissza, helyette Nicole Scherzingert szerződtették. A tizedik évadban Osbourne egy évad erejéig újra zsűri lett a műsorban, átvéve Tulisa helyét az ítészek között. A tizenegyedik évadban Cowell és Cheryl is visszatért, ők Barlow és Osbourne helyét vették át, míg Mel B Scherzinger helyett érkezett. A tizenkettedik évadban Mel B helyére Rita Ora, míg Walsh helyére Nick Grimshaw került. A tizenharmadik évadban az első évadok nagy kedvencei tértek vissza, így újra a zsűriben foglalt helyet Louis Walsh és Sharon Osbourne is, hozzájuk csatlakozott a közönség kedvenc Nicole Scherzinger. A tizenötödik évadban Cowellhez Ayda Williams, Louis Tomlinson és Robbie Williams csatlakozott. A show első három évadát Kate Thornton vezette, a negyedik évadtól a tizenegyedik évadig a házigazda Dermot O'Leary volt. A tizenkettedik évadban a show történetében először egy páros Caroline Flack és Olly Murslátta el a műsorvezetői feladatokat. Helyüket, egyéves szabadsága után, a tizenharmadik évadtól ismét Dermot O'Leary vette át.
A műsor különböző fordulókból áll, először válogatásokon vesznek részt a versenyzők, a hatodik évadig a meghallgatások a zsűri előtt kis szobákban zajlottak, a hatodik évadtól a tizedik évadig nagy tömegek előtt arénákban zajlott a válogatás. A tizedik és a tizenegyedik évadban először szobákban, majd az arénában is bizonyítani kellett a versenyzőknek. A tizenkettedik évadban ismét csak aréna válogatások voltak, majd a tizenharmadik évadtól újra csak kis szobákban zajlanak a válogatók. A válogatók után a versenyzők táborban vesznek részt, ahonnan a sikeresen teljesítők a tizedik évadtól kezdve a hat-szék kihívásra jutnak tovább. A kihíváson sikeresen teljesítő versenyzők a mentorok házában nyűgözhetik le a zsűrit az élő adásokba való bejutásért.
A műsornak eddig tizenöt nyertese volt: Steve Brookstein, Shayne Ward, Leona Lewis, Leon Jackson, Alexandra Burke, Joe McElderry, Matt Cardle, Little Mix, James Arthur, Sam Bailey, Ben Haenow, Louisa Johnson, Matt Terry, a Rak-Su, valamint Dalton Harris.
A győztesek egy millió fontos lemezszerződést nyernek a Syco Music-kal. 2004-2010-ig és 2013-tól ismét a győztes dala indul, hogy elnyerje az év karácsonyi dala címet, és a zenei listákon való első helyezést. A győztesek 2005, 2006, 2007, 2008, 2010, 2013, 2014 és 2015-ben is elnyerték az első helyet. A 2011-es és a 2012-es évben a dalokat egy héttel előbb tették közzé, ezért nem indultak az előkelő helyért. 2017 novemberéig 66 első helyet értek el a top dalok listáin a show versenyzői, köztük volt Leona Lewis, Alexandra Burke, a JLS, Olly Murs, Cher Lloyd, a One Direction, James Arthur és a Little Mix.
A műsor a Got Talent formátum mellett Európa és a világ egyik legnépszerűbb tehetségkutatójává vált az évek során. Az Egyesült Királyságban a legmagasabb nézőszámot a hetedik évadban érte el, akkor 19,7 millió néző követte élőben a műsor fináléját.
Az ITV csatorna 2016. szeptember 16-án újabb három évvel hosszabbította meg a szerződést, azaz a műsor angol változata 2019-ig biztosan képernyőn marad. A meghosszabbított szerződés lejárta előtt 2018. november 14-én az ITV újabb három évre, azaz 2022-ig hosszabbított szerződést a műsor gyártóival.

## A formátum

### Kategóriák
A Pop Idol-tól eltérően a műsorban nincsen felső korhatár és ide csapatok is jelentkezhetnek. Cowell szerint a műsor célja, hogy minél szélesebb közönség számára nyújtson zenei alternatívát.
Az első három évadban a versenyzők három kategóriában versenyeztek: szóló énekesek 16-24 év között, a 25 év feletti szóló énekesek, és a csapatok. A negyedik és az ötödik évadban már a 14 éveseknek is lehetőséget biztosítottak a jelentkezésre, így a kategória 14-24 éveseket ölelt fel. A negyedik évadban a negyedik mentor megjelenésével változtak a kategóriák is, a 14-24 éves versenyzőket ketté osztották férfi és női szóló énekesekre. Így négy kategória lett Fiúk (14-24 éves szóló énekesek), Lányok (14-24 éves szóló énekesek), 25 év felettiek, és a Csapatok. A hatodik évadtól ismét 16 éves kor lett a jelentkezés feltétele. A hetedik és a kilencedik évadra 28 év felettiek volt az idősebbek kategóriája. A nyolcadik évadban és a tizedik évadtól ismét 25 év felettiek versenyeznek a kategóriában. A tizenegyedik évadban a jelentkezés korhatára ismét 14 lett, de a tizenkettedik évadtól újra visszaállították 16 évre.

### A show állomásai
Az X Factor öt fő részből áll:
- 1: meghallgatás a producerek részéről (ekkor dől el, hogy ki énekelhet a zsűri előtt, nem kerül adásba)
- 2: meghallgatások a zsűri előtt – lehet kis szobákban (1-5. évad, 13-14. évad), vagy arénában (6-9. évad, 12. évad és 15. évadtól) vagy mindkettő (10-11. évad)
- 3: "tábor" – eleinte különböző feladatok (1-9. évad), majd a 6 szék kihívás (10-11. évad, 15. évadtól), majd mindkettő (12-14. évad)
- 4: látogatás a mentorok házában- lehet előre felvett (1-11. évad, 13. évadtól) vagy élő (12. évad)
- 5: élő döntők

### Meghallgatások
A produceri meghallgatások hónapokkal a műsor kezdete előtt zajlanak, ezekre bárki jelentkezhet az egész Egyesült Királyságból. 2012-től interneten és mobil válogatások segítségével is lehet már jelentkezni. Általában nem kerülnek felvételre, de egy-két pillanatkép általában bekerül a későbbi műsorokba. Azok akik tehetségesek vagy valamilyen szempontból érdekesnek bizonyulnak, arany jegyet kapnak, amellyel részt vehetnek a második produceri meghallgatáson. Ekkor már csak azok jutnak tovább, akik sikerrel veszik ezt az akadályt.
A zsűri meghallgatásai közül csak néhány – a legjobb, a legrosszabb és a leginkább bizarr előadás – kerül adásba a műsor első pár hetében. Az első öt évad során a jelentkezők egy szobában a zsűri tagjai előtt "a capella" adták elő választott dalukat, a hatodiktól a kilencedik évadban azonban élő közönség előtt kellett megmutatniuk tudásukat, háttérzenével együtt. A tizedik és tizenegyedik évadban az aréna válogatásokra való bejutás feltétele a szobákban történő válogatásokon történő megfelelő szereplés, ami 3 vagy legjobb esetben 4 igent jelent a zsűri tagjaitól. A tizenkettedik évadban ismét csak az aréna válogatáson kellett a versenyzőknek megmutatni tudásukat a zsűrinek és a közönségnek. A tizenharmadik és a tizennegyedik évadban a műsor visszatért az eredeti formátumhoz, azaz csak szobaválogatásokon vettek részt a versenyzők. A tizenötödik évadtól ismét arénákban tartották a válogatásokat.

### "Tábor" és Mentorok háza
Azok a versenyzők akik továbbjutottak a válogatáson, részt vesznek egy úgynevezett "táborban", ahol ismét megmutatják énektudásukat (ezek általában hotelben, vagy egy közeli sportlétesítményben zajlanak). A korai szériákban a "tábor" előtt dőlt el, hogy melyik zsűritag lesz az egyes kategóriák mentora, de a negyediktől a kilencedik évadig a zsűri együtt dolgozott a tábor ideje alatt. Összesen 24 vagy 32 versenyző jut tovább (6-8 minden kategóriából) és csak ezután derül ki a mentor személye. A tizedik évadtól, a zsűri tagjai a tábor első napján megtudják, melyik kategória mentorai lettek.
A tizedik évadtól egy új formátumú tábor került bevezetésre. A versenyzőket háromfős csoportokba osztják és közösen kapnak egy dalt, amelyet közösen adnak elő a zsűrinek. A csoportok előadását minden zsűritag végighallgatta, majd tanácskozás után a kategória mentora dönti el, hogy ki jut tovább a következő fordulóra. Az utolsó fordulón a közönség is részt vehet, az arénában a színpad szélén hat széket helyeznek el. A versenyző előadása után a mentora eldönti, hogy tovább viszi-e versenyzőt a mentor házába, ha igen a válasz, akkor a versenyző helyet foglalhat a hat szék egyikén. Azonban, aki a széken ül az sincs teljes biztonságban, hiszen ameddig az adott kategória összes versenyzője színpadra nem lépett, addig a mentor mindig változtathatott azon, hogy kiket ültet a székekre. Végül a hat megmaradt előadó minden kategóriából tovább jut a Mentorok házába.
Ezután kerül sor a látogatásra a mentorok házában, ahonnan már csak kevesen (9-en az első évadban, 12-en a második évadtól és 16-an a nyolcadik évadban) kerülnek a döntőkbe. Louis Walsh zsűritag elmondása szerint azok a házak, amelyekben a meghallgatások zajlanak nem a tagok saját tulajdona, rendszerint csak kibérlik erre az alkalomra.

### Élő döntők
A döntők két részből állnak: az első rész a versenyzők fellépése míg a második az eredményhirdetés, melynek során (a nézők szavazatai alapján) egy vagy két versenyző búcsúzik. Meghívott világsztárok is rendszeres fellépői a shownak. Az élő műsor a Fountain Studio-ban kerül felvételre Londonban. Az 1-5 évad során a döntő mindkét része szombaton került adásba, míg a hatodik évadtól az első rész szombaton, az eredményhirdetés pedig vasárnap este látható.

#### Fellépések
Az első döntőkben minden versenyző egy dalt ad elő a zsűri és a közönség előtt. Ezek többnyire háttérzenére történnek, de alkalmanként zenekar és vokalisták segítik a versenyzőt. Általában táncosok is megjelennek, emellett néhány produkcióban az énekesek hangszeren játszanak (vagy imitálják azt).
A műsor első két évada során a versenyzők egy-egy pop dalt, vagy világslágert adtak elő. A harmadik évadtól azonban (hasonlóan a Pop Idol-hoz) hétről hétre valamilyen témához kötődik a dalválasztás. A meghívott világsztár is ehhez a témához kapcsolódik. A bejátszásokon látható, hogy a sztárvendég segíti a versenyzőket a próbákon, emellett az eredményhirdetés előtt fellép az élő műsorban.
Az egyes produkciókat a zsűri értékeli, nagy hangsúlyt fektetve a vokális képességre, a megjelenésre és a színpadi jelenlétre. A heves viták a zsűritagok között és a nyers kritikák is a műsor részévé váltak. Az utolsó versenyző dala után megnyílnak a telefonos vonalak és a nézők szavaznak arról, hogy kit szeretnének versenyben tartani.
A tizennegyedik évadban bevezetett új szabályok értelmében az első négy héten a szombati élő adásokban két kategória versenyzői léptek fel. A fellépések után megindult a szavazás, melynek lezárása után, egy vagy két versenyző távozott a műsorból a nézői voksok alapján. A vasárnapi elő adásban, szintén két kategória versenyzői léptek fel, a kiesésre vonatkozó szabályok megegyeztek a szombatival. Ezek mellett minden héten lehetősége volt a fellépőknek  a hét legjobb versenyzője címet is megszerezni. Ennek a módja az volt, hogy a szombati és a vasárnapi napon legtöbb nézői szavazatot szerző versenyző párbajozott, majd aki a nézők szerint jobban teljesített a párbajban megnyerte a címet,  mellé pedig, különleges jutalomban is részesült.

#### Eredmények
Az eredményhirdetés során kiderül, hogy melyik az a két produkció, amelyek a legkevesebb szavazatot kapták. Ezután ismét énekelniük kell, a zsűri pedig eldönti, hogy melyik jut tovább. A korai szériáknál a korábban előadott dalt kellett megismételni, de az ötödik évad óta lehetőség van új dal éneklésére is. A negyedik évad óta 4 zsűritag szavaz, emiatt döntetlen is kialakulhat. Ebben az esetben újra a nézői szavazatok döntenek: a korábban már leadott szavazatok alapján a legkevesebb szavazattal rendelkező énekes esik ki a versenyből. Sem a szavazatok száma, sem pedig a sorrend nem nyilvános, ugyanis a műsor készítői nem szeretnék befolyásolni a szavazókat. A harmadik évadban az egyik döntő újdonsággal szolgált: a legkevesebb szavazattal rendelkező énekes automatikusan kiesett, míg a az utolsó kettő közül a zsűri szavazatai alapján szintén búcsúzott egy versenyző.
A hatodik évadtól a versenyben maradt énekesek közösen is előadnak egy produkciót, ez viszont csak a show része: sem a zsűri, sem a nézők nem szavaznak.
A tizenharmadik évadban újításként jelent meg az úgynevezett Lifline Vote lehetőség, melynek segítségével az utolsó három helyen végzett versenyző közül egyet megmenthettek a nézők a hivatalos app segítségével.
A tizennegyedik évadban bevezetett módosítások értelmében nem volt külön eredményhirdetés, az elő adások végén derültek ki az eredmények.

#### Utolsó döntők
Az utolsó döntők során változik a műsor szerkezete, a 4 vagy 5 énekes ilyenkor már 2 dalt ad elő és az első dalok után már szavazhatnak a nézők is. A zsűri ilyenkor már nem dönt, csak a nézők szavazata számít: aki a legkevesebb szavazatot kapja, automatikusan kiesik a versenyből.
Ez folytatódik egészen addig amíg mindössze 2 vagy 3 énekes marad versenyben. Ezután a fináléban a nézők döntik el, hogy ki nyeri az X Factort.

### AzX Factorután
A verseny győztese 1 millió fontot érő lemezszerződést kap a kiadótól, amely a Sony Music Entertainment-tel áll kapcsolatban. A műsor folyamán többször előfordult, hogy a korábban kiesett versenyzők is lemezszerződést kaptak más cégtől, de ez általában nem garantált.
Az első három évad alatt eredetileg a nyertest a saját mentora menedzselte volna; Cowell, Osbourne és Walsh is rendelkezett volna a képesítéssel. A negyedik évadban Dannii Minogue zsűritag megjelenésével a rendszer felborult. Ebben az évadban Minogue kategóriájából Leon Jackson nyerte az X Factort és egy külső menedzsert hívtak meg.
Az első két széria során a győztes debütáló albuma pár hónappal a műsor után jelent meg. Ezek a lemezek többnyire feldolgozásokat tartalmaztak. A harmadik évadban Leona Lewis albumának kiadásánál változott ez a módszer. Lewis első lemeze a Spirit rendkívüli sikereket ért el, ekkor döntöttek arról, hogy a későbbiekben a verseny győztesének debütáló albumán több új dal és kevesebb feldolgozás szerepeljen.

## Évadok
Versenyző (mentor) "16–24 évesek" kategória

     Versenyző (mentor) "Fiúk" kategória

     Versenyző (mentor) "Lányok" kategória

     Versenyző (mentor) "25 év felettiek", "28 év felettiek" vagy a "30 év felettiek" kategória

     Versenyző (mentor) "Csapatok" kategória
| Évad | Premier             | Finálé             | Győztes                          | Második                      | Harmadik                            | Győztes mentor     | Műsorvezető              | Zsűri                                                       | Vendégzsűri                                                               |
| ---- | ------------------- | ------------------ | -------------------------------- | ---------------------------- | ----------------------------------- | ------------------ | ------------------------ | ----------------------------------------------------------- | ------------------------------------------------------------------------- |
| 1.   | 2004. szeptember 4. | 2004. december 11. | Steve Brookstein 25 év felettiek | G4 Csapatok                  | Tabby Callaghan 16–24 évesek        | Simon Cowell       | Kate Thornton            | Simon Cowell Sharon Osbourne Louis Walsh                    | N/A                                                                       |
| 2.   | 2005. augusztus 20. | 2005. december 17. | Shayne Ward 16–24 évesek         | Andy Abraham 25 év felettiek | Journey South Csapatok              | Louis Walsh        | Kate Thornton            | Simon Cowell Sharon Osbourne Louis Walsh                    | N/A                                                                       |
| 3.   | 2006. augusztus 19. | 2006. december 16. | Leona Lewis 16–24 évesek         | Ray Quinn 16–24 évesek       | Ben Mills 25 év felettiek           | Simon Cowell       | Kate Thornton            | Simon Cowell Sharon Osbourne Louis Walsh                    | Paula Abdul                                                               |
| 4.   | 2007. augusztus 18. | 2007. december 15. | Leon Jackson Fiúk                | Rhydian Roberts Fiúk         | Same Difference Csapatok            | Dannii Minogue     | Dermot O'Leary           | Simon Cowell Sharon Osbourne Louis Walsh Dannii Minogue     | Brian Friedman                                                            |
| 5.   | 2008. augusztus 16. | 2008. december 13. | Alexandra Burke Lányok           | JLS Csapatok                 | Eoghan Quigg Fiúk                   | Cheryl             | Dermot O'Leary           | Simon Cowell Louis Walsh Dannii Minogue Cheryl              | N/A                                                                       |
| 6.   | 2009. augusztus 22. | 2009. december 13. | Joe McElderry Fiúk               | Olly Murs 25 év felettiek    | Stacey Solomon Lányok               | Cheryl             | Dermot O'Leary           | Simon Cowell Louis Walsh Dannii Minogue Cheryl              | N/A                                                                       |
| 7.   | 2010. augusztus 21. | 2010. december 12. | Matt Cardle Fiúk                 | Rebecca Ferguson Lányok      | One Direction Csapatok              | Dannii Minogue     | Dermot O'Leary           | Simon Cowell Louis Walsh Dannii Minogue Cheryl              | Geri Halliwell Natalie Imbruglia Katy Perry Pixie Lott Nicole Scherzinger |
| 8.   | 2011. augusztus 20. | 2011. december 11. | Little Mix Csapatok              | Marcus Collins Fiúk          | Amelia Lily Lányok                  | Tulisa             | Dermot O'Leary           | Louis Walsh Tulisa Gary Barlow Kelly Rowland                | Alexandra Burke                                                           |
| 9.   | 2012. augusztus 18. | 2012. december 9.  | James Arthur Fiúk                | Jahméne Douglas Fiúk         | Christopher Maloney 28 év felettiek | Nicole Scherzinger | Dermot O'Leary           | Louis Walsh Tulisa Gary Barlow Nicole Scherzinger           | Geri Halliwell Leona Lewis Rita Ora Nicole Scherzinger Mel B Anastacia    |
| 10.  | 2013. augusztus 31. | 2013. december 15. | Sam Bailey 25 év felettiek       | Nicholas McDonald Fiúk       | Luke Friend Fiúk                    | Sharon Osbourne    | Dermot O'Leary           | Sharon Osbourne Louis Walsh Gary Barlow Nicole Scherzinger  | N/A                                                                       |
| 11.  | 2014. augusztus 30. | 2014. december 14. | Ben Haenow 25 év felettiek       | Fleur East 25 év felettiek   | Andrea Faustini Fiúk                | Simon Cowell       | Dermot O'Leary           | Simon Cowell Louis Walsh Cheryl Mel B                       | Tulisa                                                                    |
| 12.  | 2015. augusztus 29. | 2015. december 13. | Louisa Johnson Lányok            | Reggie 'n Bollie Csapatok    | Ché Chesterman Fiúk                 | Rita Ora           | Caroline Flack Olly Murs | Simon Cowell Cheryl Nick Grimshaw Rita Ora                  | N/A                                                                       |
| 13.  | 2016. augusztus 27. | 2016. december 11. | Matt Terry Fiúk                  | Saara Aalto 25 év felettiek  | 5 After Midnight Csapatok           | Nicole Scherzinger | Dermot O'Leary           | Simon Cowell Sharon Osbourne Louis Walsh Nicole Scherzinger | Mel B                                                                     |
| 14.  | 2017. szeptember 2. | 2017. december 3.  | Rak-Su Csapatok                  | Grace Davies Lányok          | Kevin Davy White 28 év felettiek    | Simon Cowell       | Dermot O'Leary           | Simon Cowell Sharon Osbourne Louis Walsh Nicole Scherzinger | Alesha Dixon                                                              |
| 15.  | 2018. szeptember 1. | 2018. december 2.  | Dalton Harris Fiúk               | Scarlett Lee Lányok          | Anthony Russel Fiúk                 | Louis Tomlinson    | Dermot O'Leary           | Simon Cowell Louis Tomlinson Ayda Williams Robbie Williams  | Nile Rodgers                                                              |

## A zsűri és a műsorvezetők

### A zsűri tagjai
A műsor első zsűrijét Louis Walsh, Sharon Osbourne és Cowell alkotta. A harmadik évadban jelent meg először vendégzsűritag Paula Abdul személyében, aki a londoni válogatásokon vett részt. 2007. március 8-án bejelentették, hogy Walsh nem tér vissza a zsűribe. Június 8-án kiderült, hogyBrian Friedman a negyedik évadban átveszi Walsh helyét a zsűriben, és ebben az évben csatlakozott Dannii Minogue is, mint negyedik zsűritag. Azonban néhány válogatás után Friedman helyére visszahívták Walsh-t. Ebben az évadban Minogue nyert, így ő lett az első női zsűritag, aki nyerni tudott versenyzőjével.
Cheryl Cole az ötödik évadban átvette Osbourne helyét a zsűriben, aki hat nappal a felvételek kezdete előtt mégsem tért vissza a műsorba. Annak ellenére, hogy azt híresztelték, hogy Minogue az ötödik évad után nem tér vissza, a hatodik évadra a zsűri változatlan maradt.
Minogue szülési szabadsága miatt a hetedik évadban, több híres vendégzsűritag is megfordult:Geri Halliwell, Natalie Imbruglia, Katy Perry, Pixie Lott és Nicole Scherzinger. 2010 júliusában Cheryl-nél maláriát diagnosztizáltak, ezért Scherzinger a táborra is visszatért vendégzsűritagként.

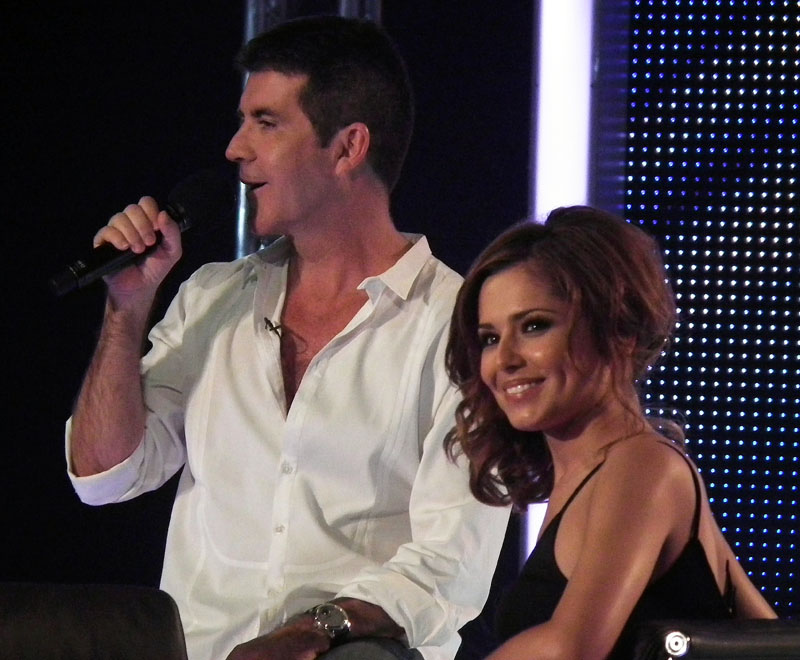
Simon Cowell és Cheryl a válogatásokon 2010-ben

2011. májusában Cowell és Cole is csatlakozott a műsor amerikai változatához, Minogue, pedig egy másik műsor miatt nem tért vissza. Kelly Rowland, Gary Barlow és Tulisa a nyolcadik évadban vette át Minogue, Cowell és Cole helyét.
Rowland a kilencedik évadra nem tért vissza, helyette Nicole Scherzingert szerződtették, miután a válogatásokon több vendégzsűritag is megfordult: Geri Halliwell, Leona Lewis, Rita Ora, Nicole Scherzinger, Mel B és Anastacia.
A tizedik évadban Osbourne visszatért a műsorba, átvéve Tulisa helyét az ítészek között.
A tizenegyedik évadban Cowell és Cole is visszatért, ők Barlow és Osbourne helyét vették át, míg Mel B Scherzinger helyére érkezett. A tizenkettedik évadban Mel B helyére Rita Ora, míg Walsh helyére Nick Grimshaw került.
2016. február 18-án bejelentették, hogy Nick Grimshaw egy évad után távozik a műsorból. 2016. április 4-én Cheryl Fernandez-Versini is bejelentette, hogy az újabb két évad után távozik a műsorból, hogy a zenei karrierjére koncentrálhasson. 2016. május 10-én Rita Ora a Twitteren jelentette be, hogy nagyon hálás az előző évadban szerzett tapasztalataiért Cowellnek, de 2016-ban nem tud részt venni a műsorban egyéb elfoglaltságai miatt.
2016. június 1-jén bejelentették, hogy a távozó Cheryl, Grimshaw és Ora helyét a régebben már zsűriző Sharon Osborne, Louis Walsh és Nicole Scherzinger veszi át a tizenharmadik évadban. 2016. október 31-én Cowell azt nyilatkozta, hogy a műsor a tizennegyedik évadnak is ezzel a zsűrivel vág neki a 2017-es év nyarán. Ennek hivatalos megerősítésére 2017. június 19-én, egy nappal a válogatások megkezdése előtt került sor.
2018. június 7-én az ITV közleményt adott ki, amely tartalmazta, hogy Walsh és Scherzinger is távozik a műsorból, míg Osbourne az ötödik zsűritag szerepét fogja betölteni az élő adásokban, ennek következtében Cowell mellé három új zsűritag érkezik. 2018. július 16-án bejelentették, hogy Robbie Williams és felesége Ayda Williams, valamint a One Direction egyik énekese Louis Tomlinson foglal helyet a zsűriben Cowell és Osbourne mellett. Az előzetes tervekkel ellentétben Osbourne szeptember 29-én bejelentette, hogy mégsem tér vissza a zsűribe.

A zsűri galériája
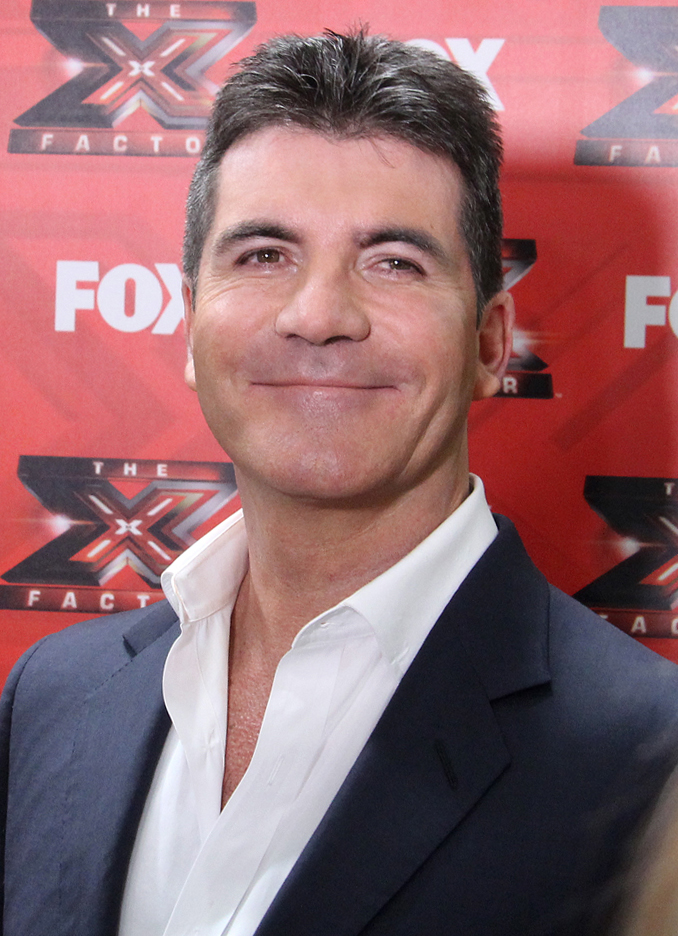
Simon Cowell
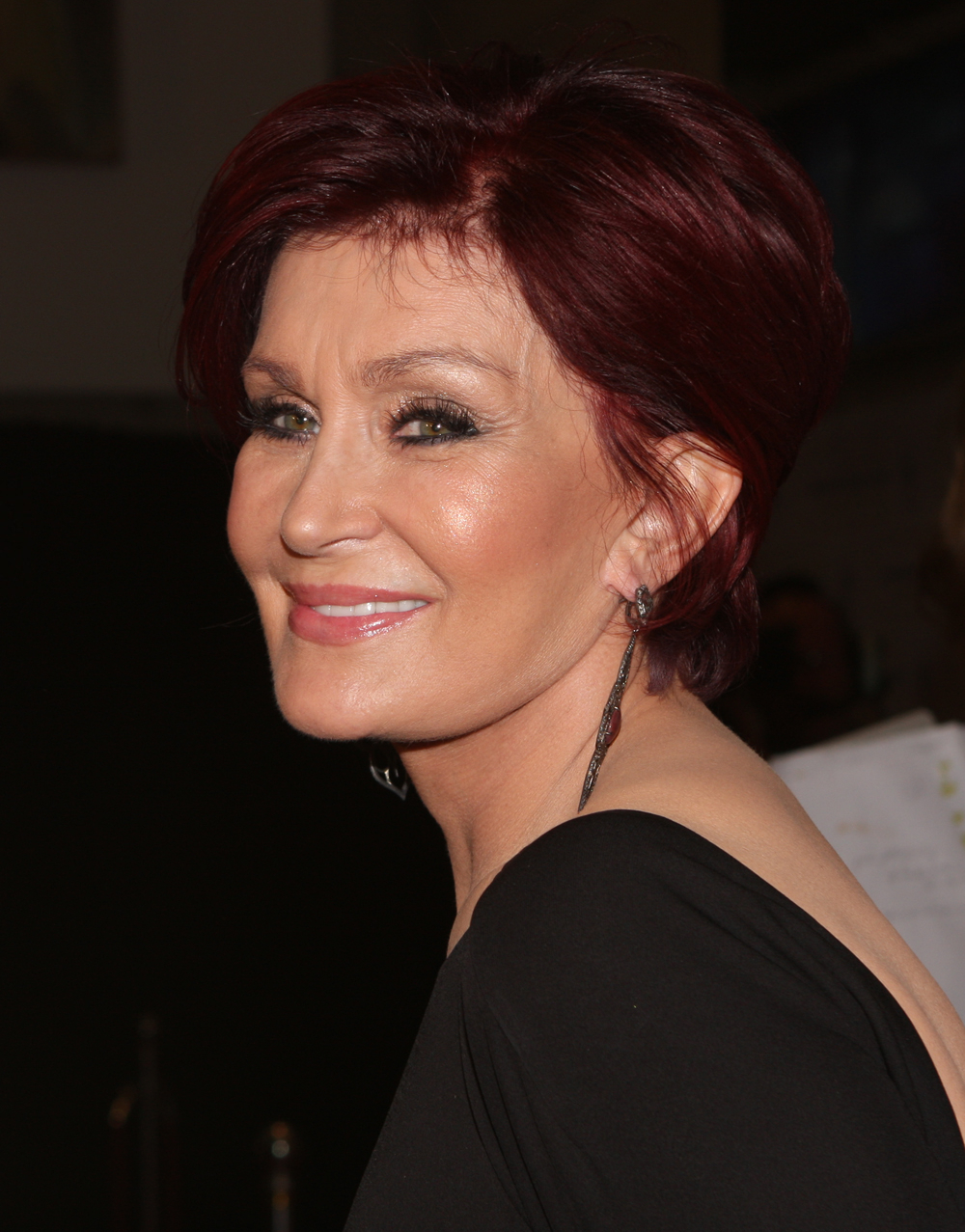
Sharon Osbourne
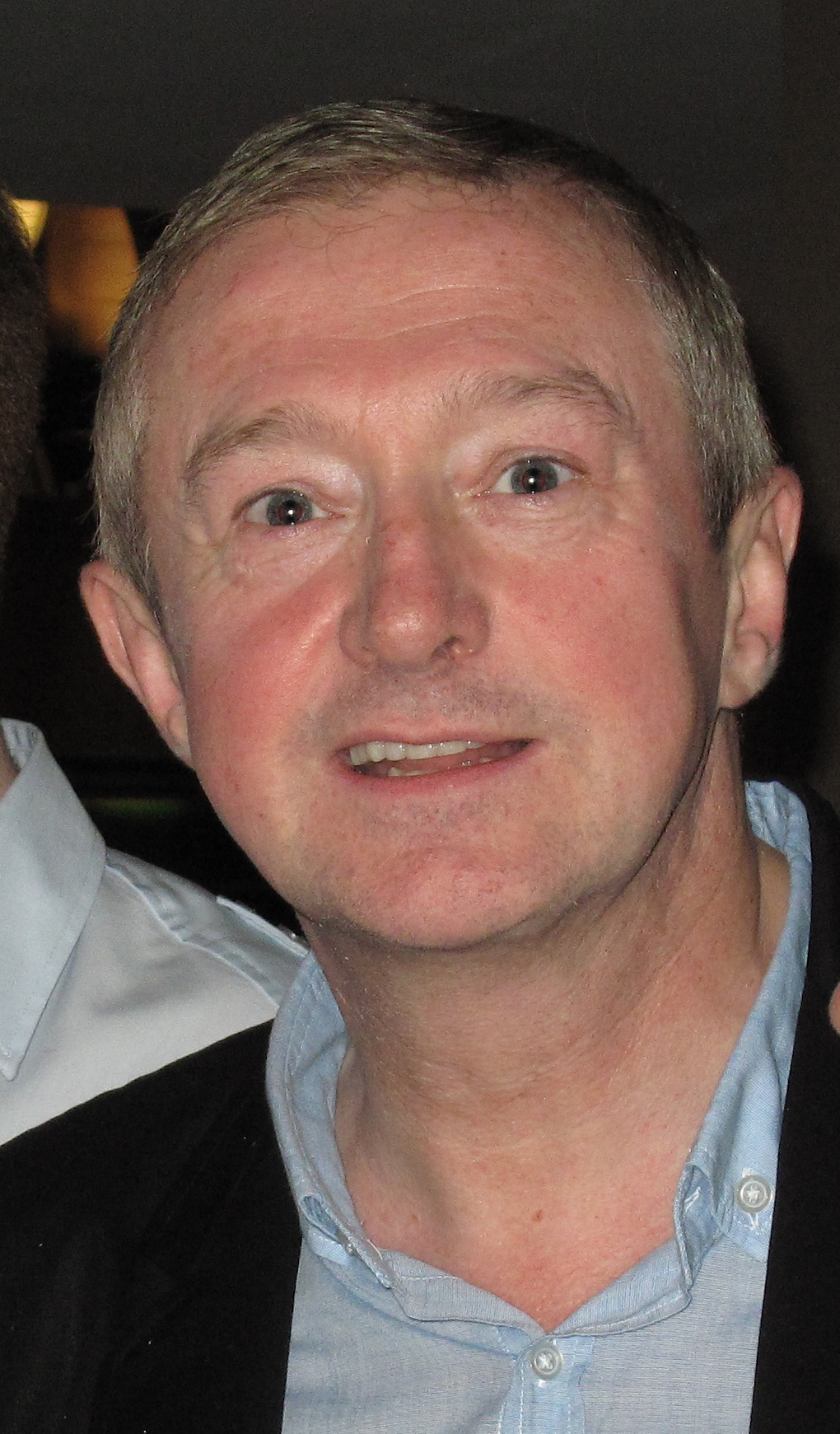
Louis Walsh
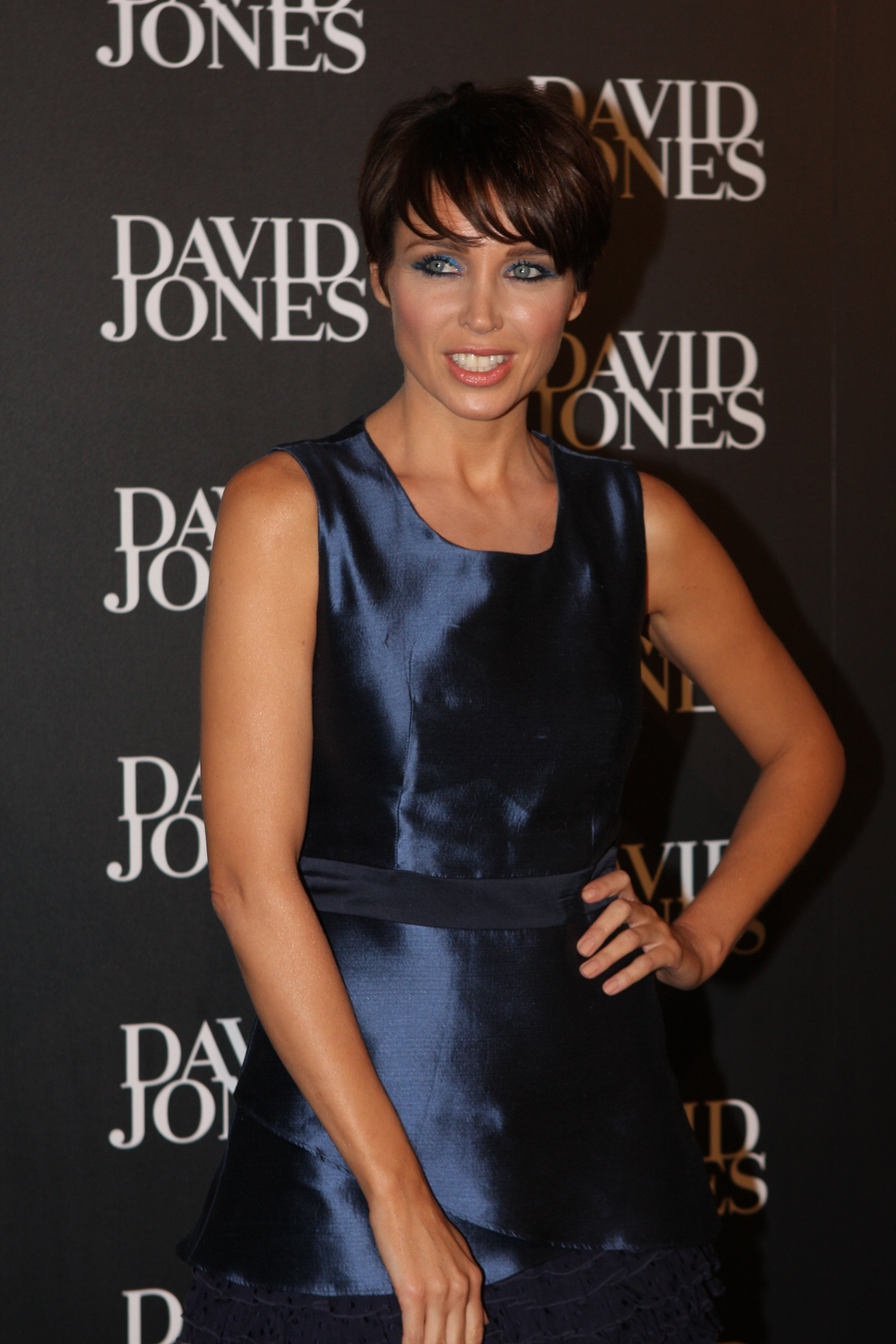
Dannii Minogue
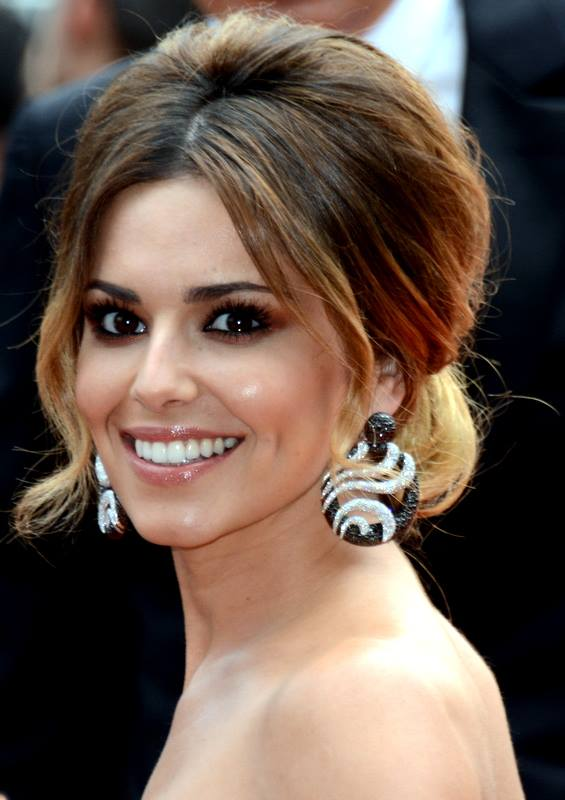
Cheryl
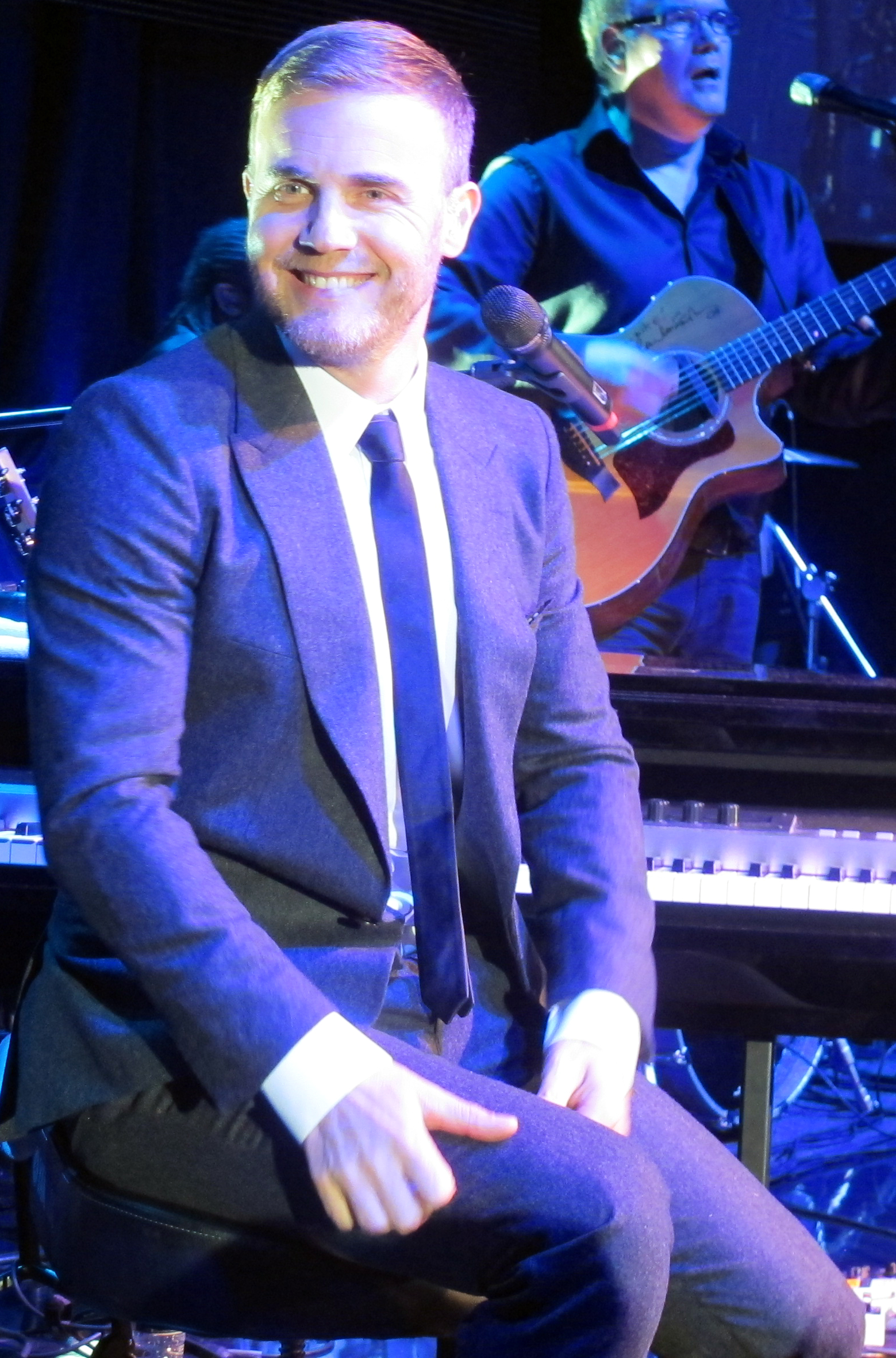
Gary Barlow
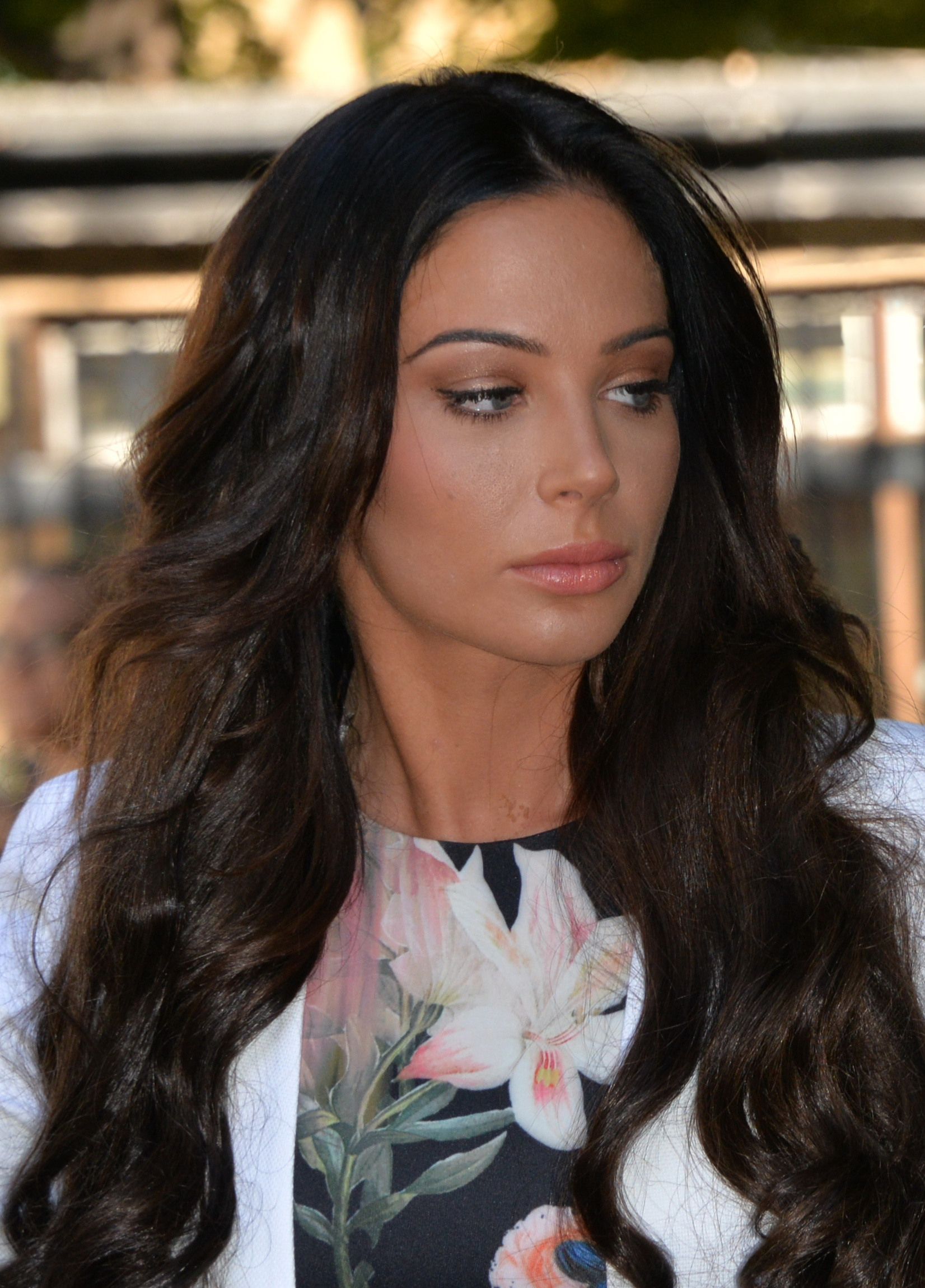
Tulisa
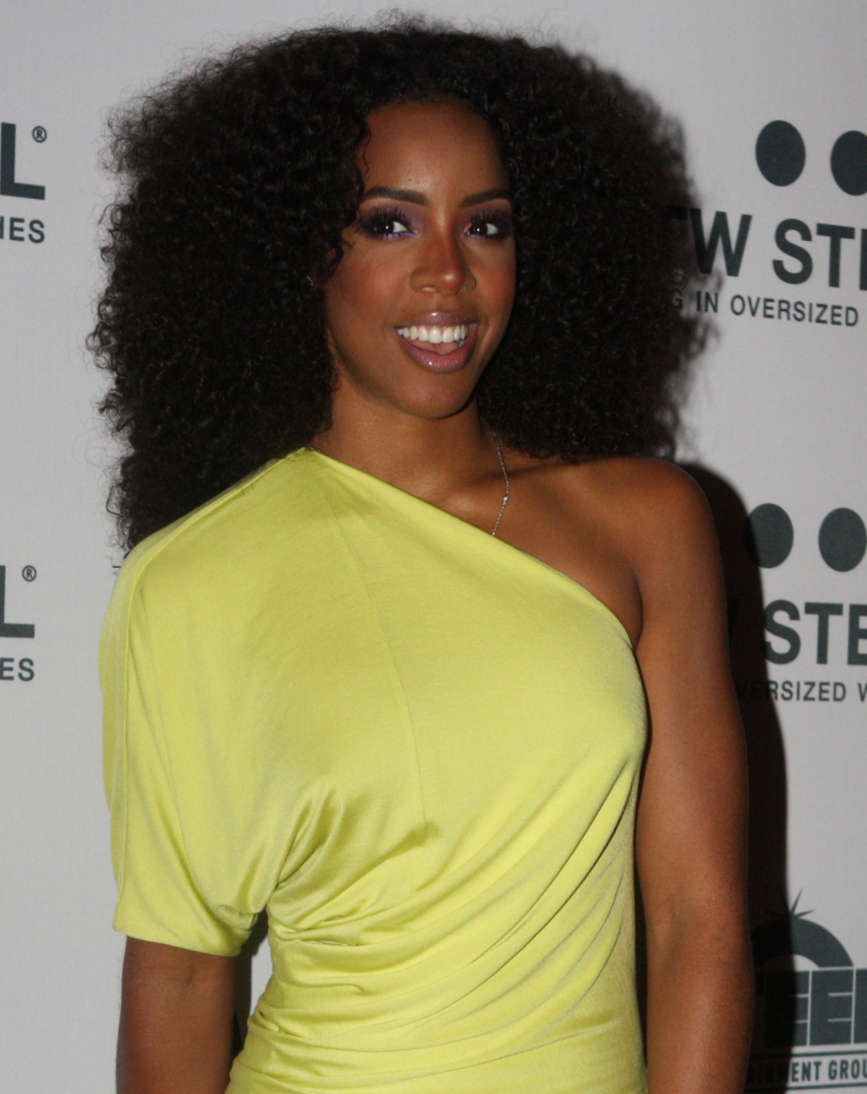
Kelly Rowland
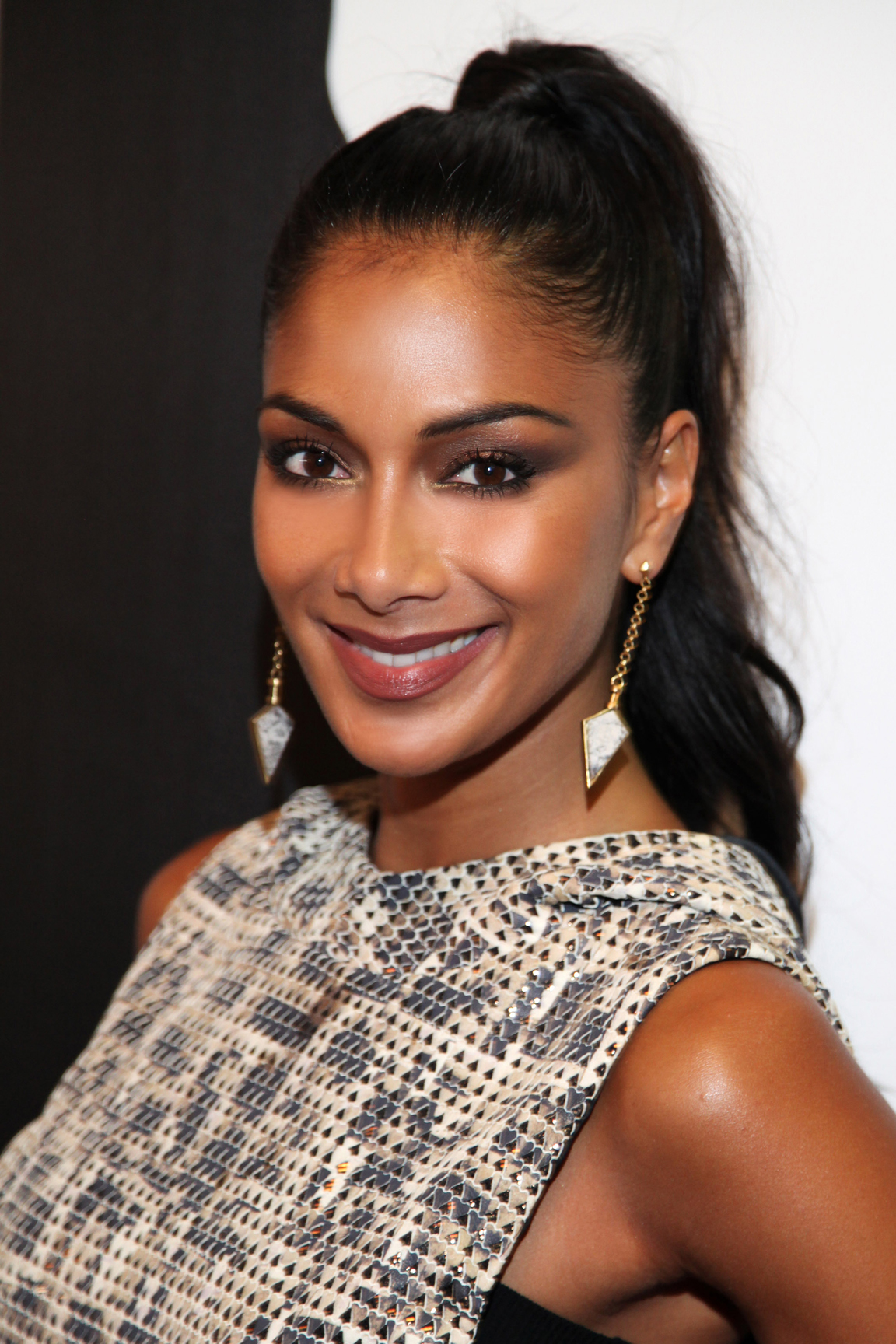
Nicole Scherzinger
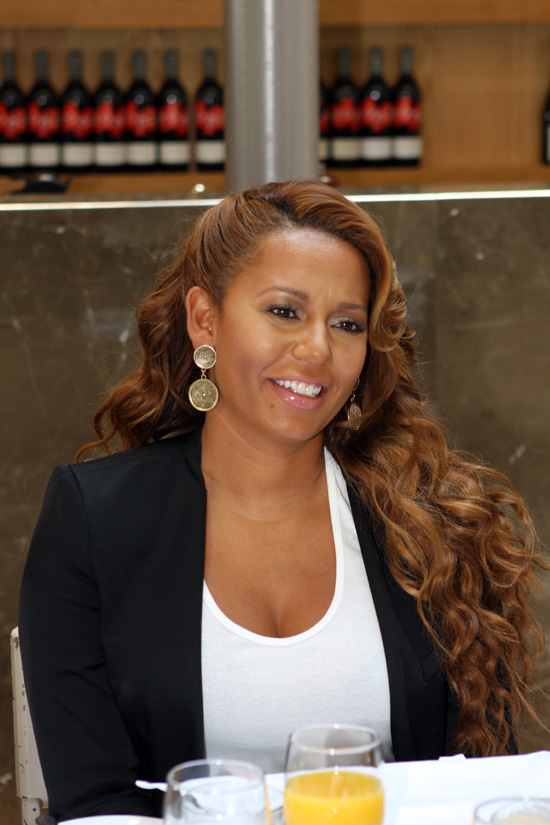
Mel B
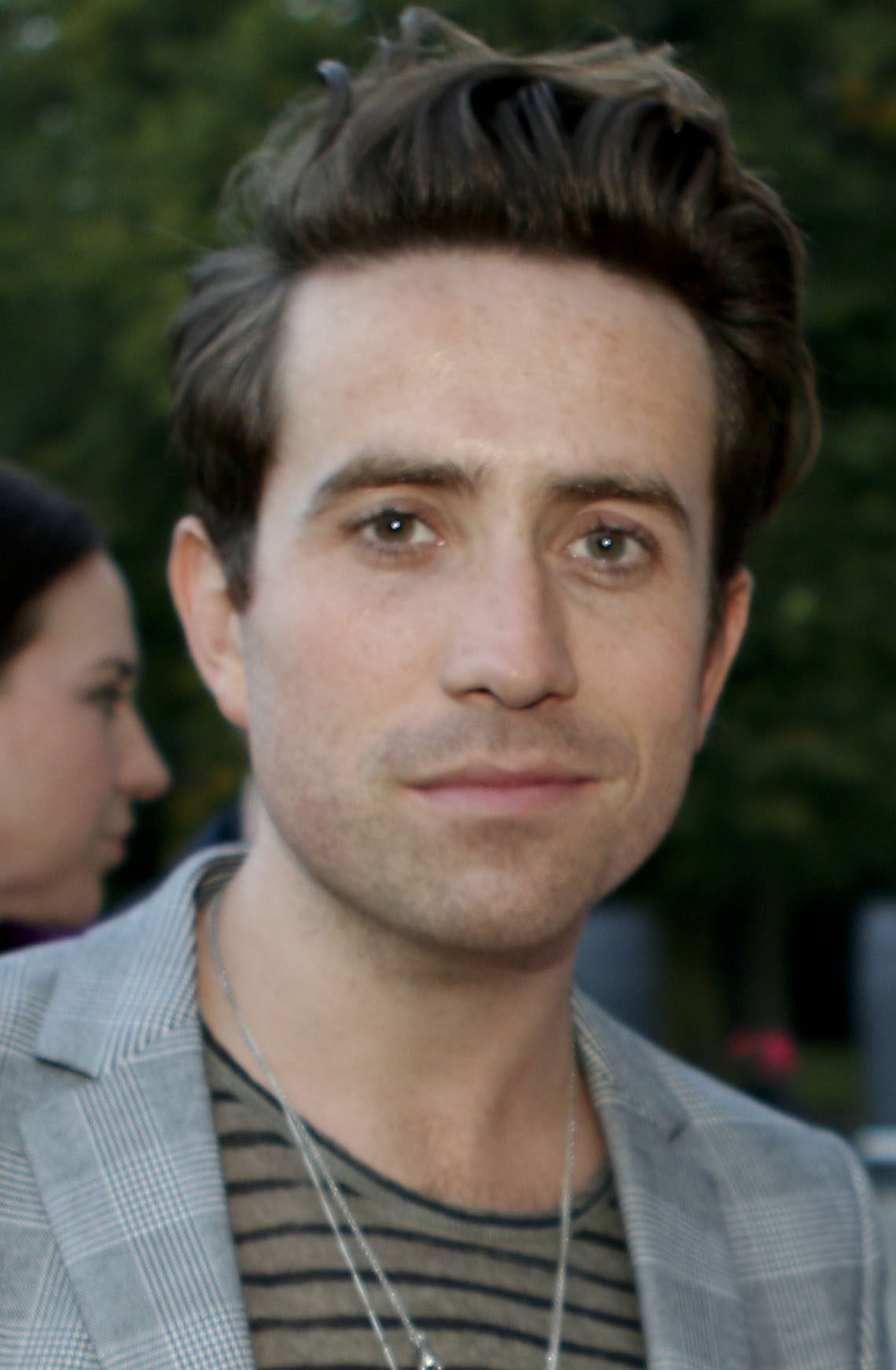
Nick Grimshaw
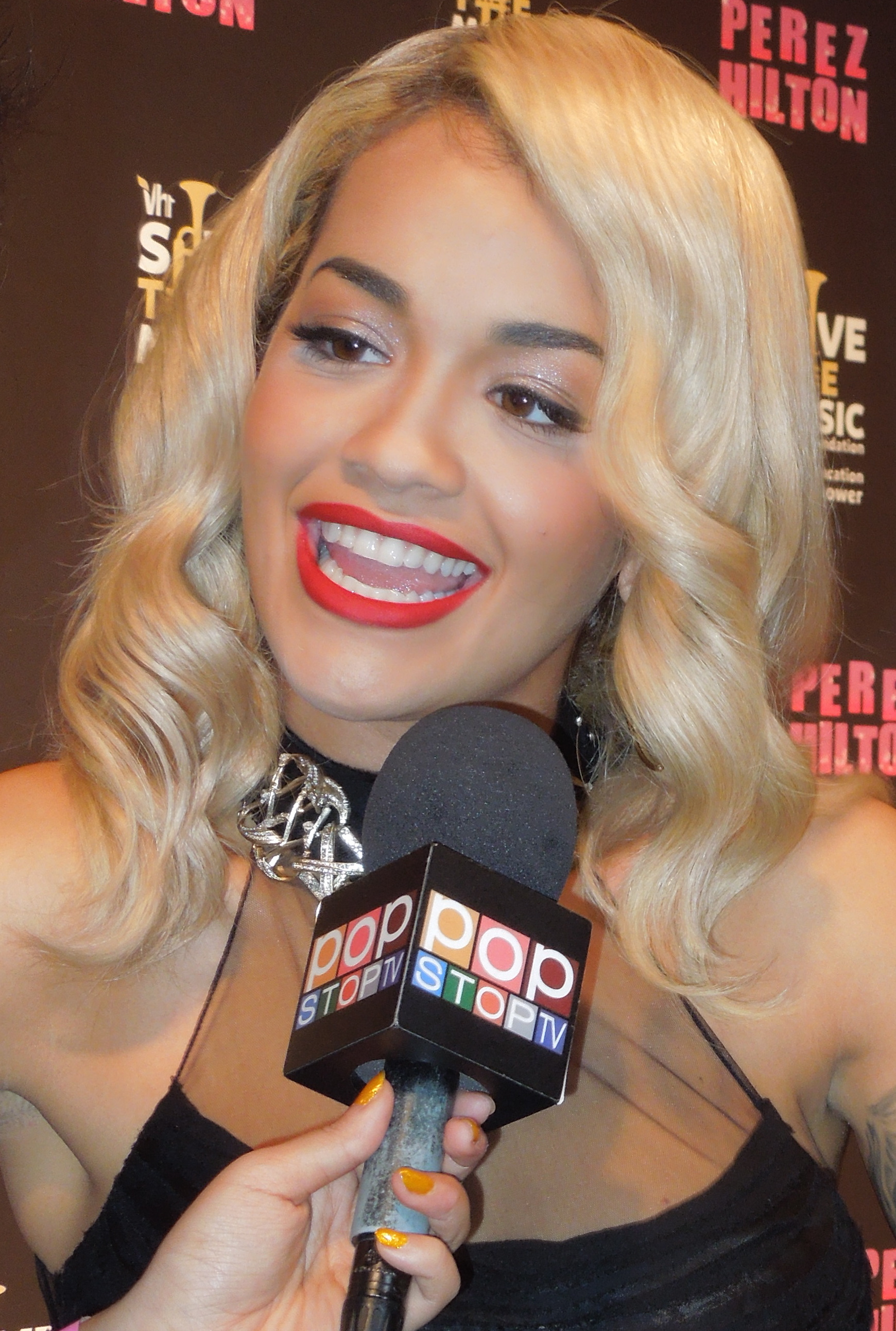
Rita Ora
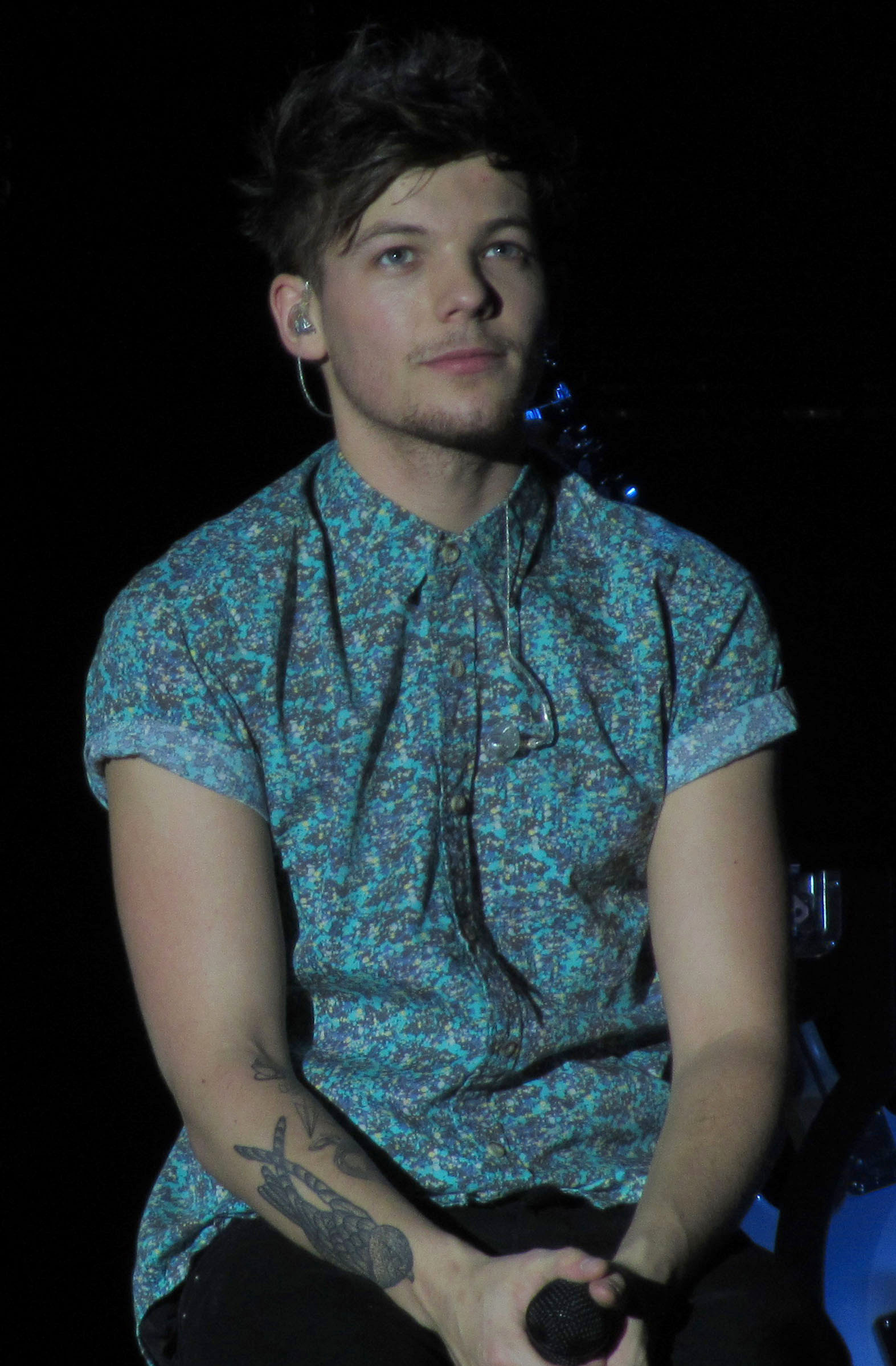
Louis Tomlinson
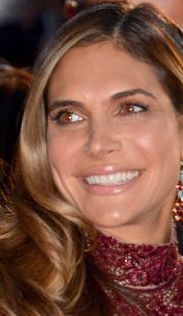
Ayda Williams
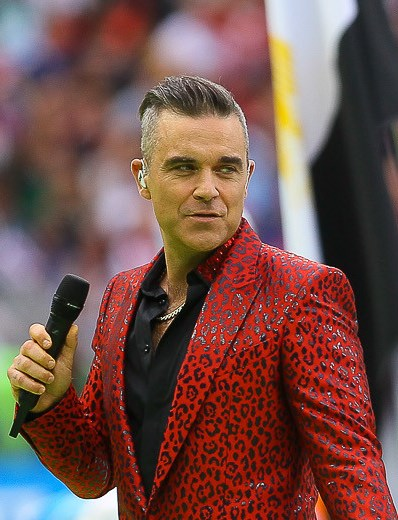
Robbie Williams

### Műsorvezetők és a felkészítők
Kate Thornton volt az első három évad műsorvezetője. Őt a negyedik évadtól Dermot O'Leary váltotta fel, aki a 11. évadig volt a show házigazdája. A 12. évadtól a műsor házigazdái Olly Murs és Caroline Flack. Így ők lettek a show történetének első műsorvezető párosa. 2016. február 22-én Olly Murs és Caroline Flack is bejelentette távozását a műsorból, mindketten egy évad után hagyták ott a műsort. Az ITV 2016. március 28-án bejelentette, hogy a tizenharmadik évadtól ismét Dermot O'Leary a műsor házigazdája. 2016. július 13-án Dermot O'Leary további négyéves szerződést írt alá a műsorral, azaz 2020-ig biztosan ő lesz a tehetségkutató házigazdája.
Brian Friedman maradt a műsor produkcióinak koreográfusa, pedig az énektanár a második évad óta.
Énektanár volt még a 7. évadban Savan Kotecha.
A narrátor szerepét az első évad óta Peter Dickson tölti be, a tizenkettedik évadban két adásban Redd Pepper helyettesítette.

A műsorvezetők galériája
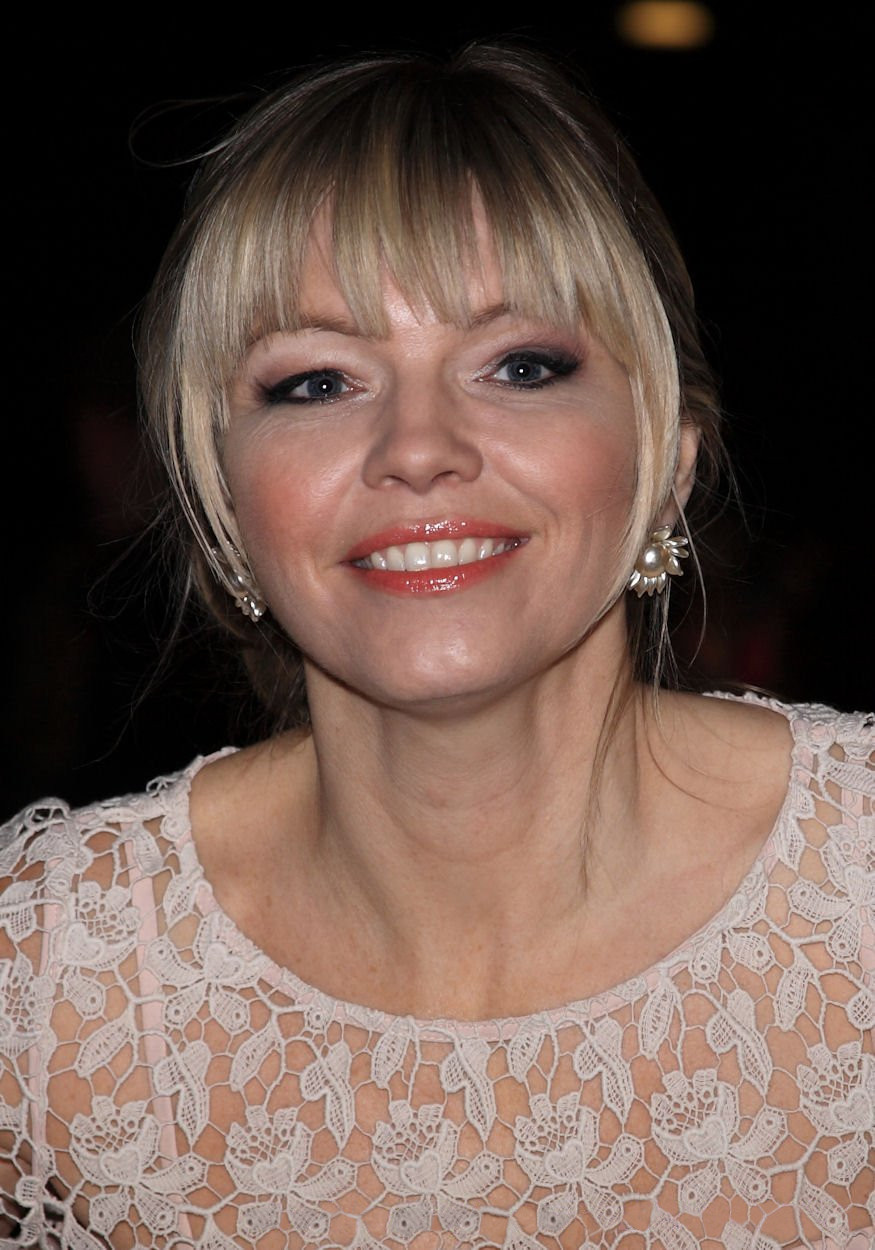
Kate Thornton
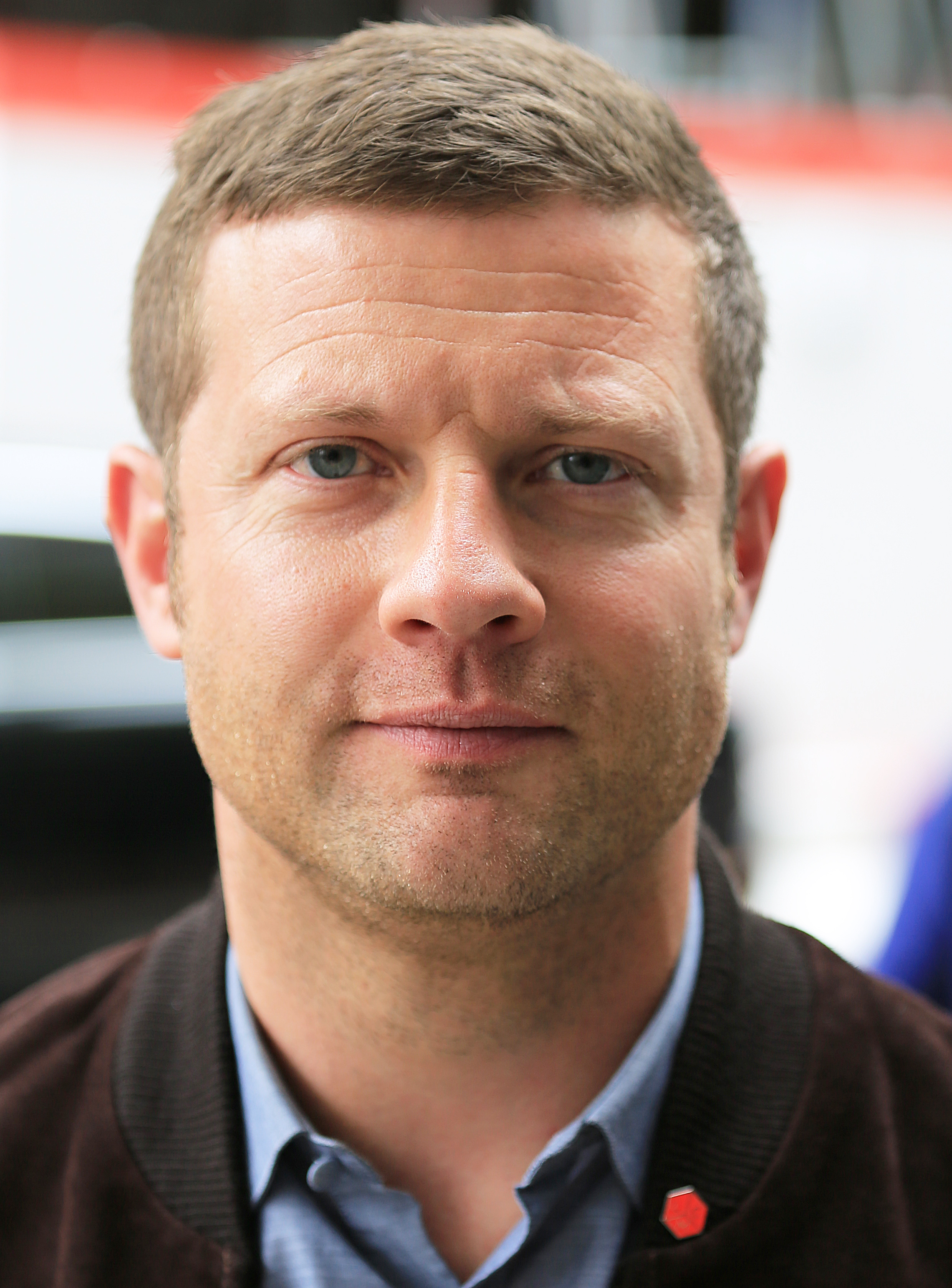
Dermot O'Leary
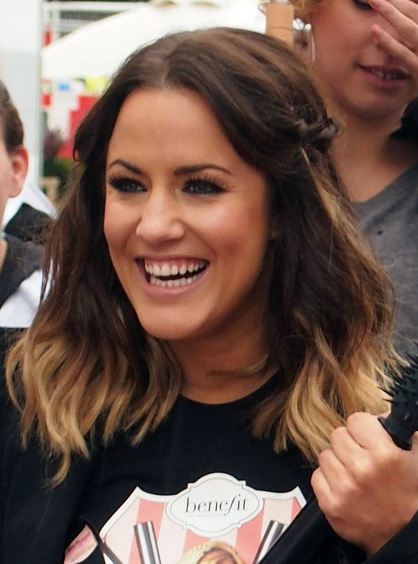
Caroline Flack
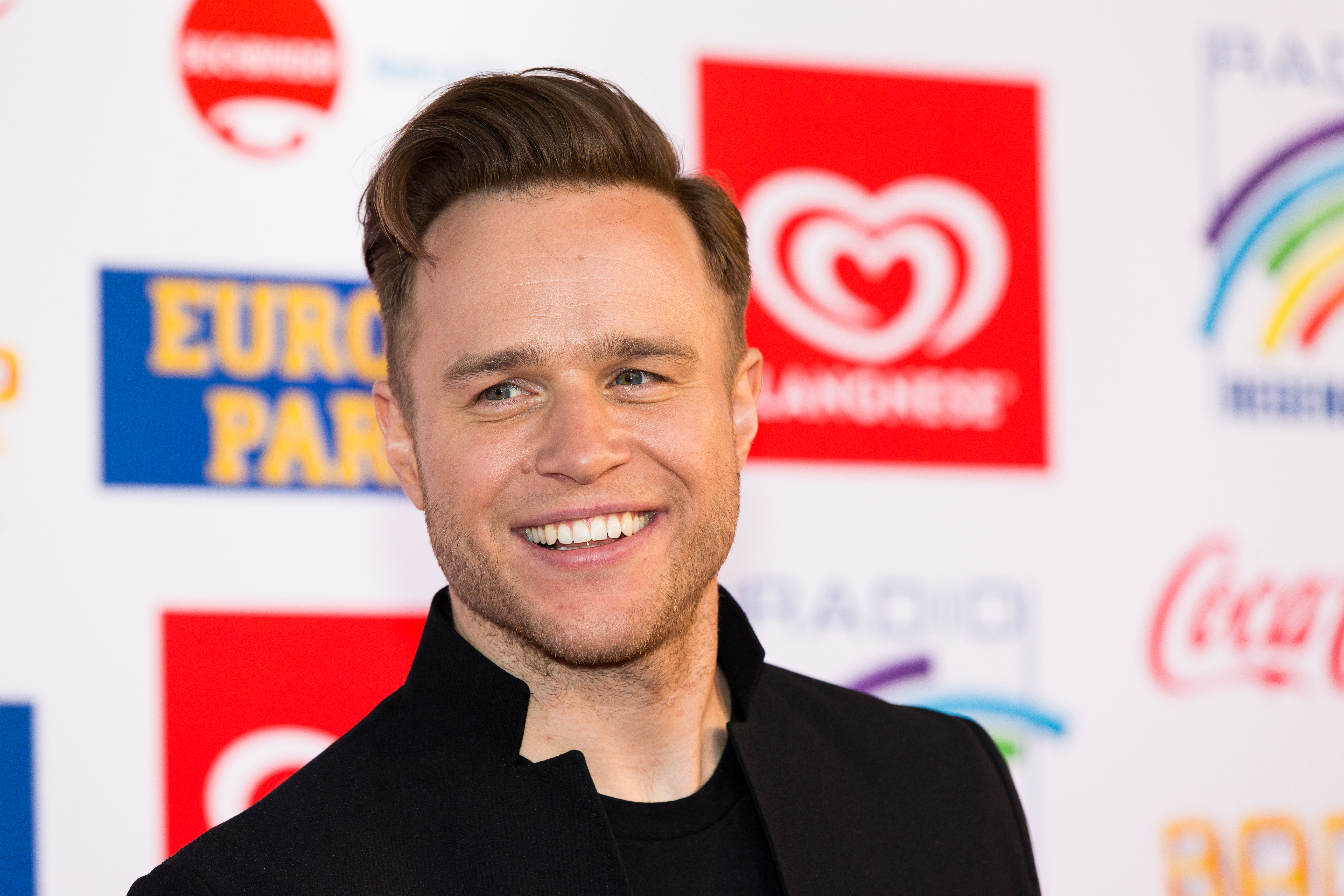
Olly Murs

### Idővonal
| Évad | Év   | Műsorvezető(k)             | Zsűritagok   | Zsűritagok      | Zsűritagok    | Zsűritagok                 |
| ---- | ---- | -------------------------- | ------------ | --------------- | ------------- | -------------------------- |
| 1.   | 2004 | Kate Thornton              | Simon Cowell | Sharon Osbourne | Louis Walsh   | nem volt negyedik zsűritag |
| 2.   | 2005 | Kate Thornton              | Simon Cowell | Sharon Osbourne | Louis Walsh   | nem volt negyedik zsűritag |
| 3.   | 2006 | Kate Thornton              | Simon Cowell | Sharon Osbourne | Louis Walsh   | nem volt negyedik zsűritag |
| 4.   | 2007 | Dermot O'Leary             | Simon Cowell | Sharon Osbourne | Louis Walsh   | Dannii Minogue             |
| 5.   | 2008 | Dermot O'Leary             | Simon Cowell | Cheryl          | Louis Walsh   | Dannii Minogue             |
| 6.   | 2009 | Dermot O'Leary             | Simon Cowell | Cheryl          | Louis Walsh   | Dannii Minogue             |
| 7.   | 2010 | Dermot O'Leary             | Simon Cowell | Cheryl          | Louis Walsh   | Dannii Minogue             |
| 8.   | 2011 | Dermot O'Leary             | Gary Barlow  | Tulisa          | Louis Walsh   | Kelly Rowland              |
| 9.   | 2012 | Dermot O'Leary             | Gary Barlow  | Tulisa          | Louis Walsh   | Nicole Scherzinger         |
| 10.  | 2013 | Dermot O'Leary             | Gary Barlow  | Sharon Osbourne | Louis Walsh   | Nicole Scherzinger         |
| 11.  | 2014 | Dermot O'Leary             | Simon Cowell | Cheryl          | Louis Walsh   | Mel B                      |
| 12.  | 2015 | Caroline Flack & Olly Murs | Simon Cowell | Cheryl          | Nick Grimshaw | Rita Ora                   |
| 13.  | 2016 | Dermot O'Leary             | Simon Cowell | Sharon Osbourne | Louis Walsh   | Nicole Scherzinger         |
| 14.  | 2017 | Dermot O'Leary             | Simon Cowell | Sharon Osbourne | Louis Walsh   | Nicole Scherzinger         |
| 15.  | 2018 | Dermot O'Leary             | Simon Cowell | Louis Tomlinson | Ayda Williams | Robbie Williams            |

## A zsűri kategóriái és azok nyertese
Minden évad során a zsűritagok válnak az egyes kategóriák mentoraivá, ahol a verseny során kategóriánként kiválasztanak (évadtól függően) 3 vagy 4 énekest, aki továbbjut az élő döntőkbe. Az alábbi táblázat bemutatja, hogy a szériák során a zsűritagok mely kategóriát kapták meg.
Jelzések:
     Győztes zsűri/kategória. A nyertesek neve félkövér, a többi versenyző neve kicsi.
| Évad | Simon Cowell                                                                 | Sharon Osbourne                                                          | Louis Walsh                                                                   | N/A                                                                         |
| ---- | ---------------------------------------------------------------------------- | ------------------------------------------------------------------------ | ----------------------------------------------------------------------------- | --------------------------------------------------------------------------- |
| 1.   | 25 év felettiek Steve Brookstein Rowetta Satchell Verity Keays               | 16-24 Tabby Callaghan Cassie Compton Roberta Howett                      | Csapatok G4 Voices with Soul 2 to Go                                          | N/A                                                                         |
| 2.   | Csapatok Journey South The Conway Sisters 4Tune Addictiv Ladies              | 25 év felettiek Andy Abraham Brenda Edwards Chico Slimani Maria Lawson   | 16-24 Shayne Ward Nicholas Dorsett Chenai Zinyuku Phillip Magee               | N/A                                                                         |
| 3.   | 16-24 Leona Lewis Ray Quinn Nikitta Angus Ashley McKenzie                    | 25 év felettiek Ben Mills Robert Allen Kerry McGregor Dionne Mitchell    | Csapatok The MacDonald Brothers Eton Road 4Sure The Unconventionals           | N/A                                                                         |
| 4.   | Simon Cowell                                                                 | Sharon Osbourne                                                          | Louis Walsh                                                                   | Dannii Minogue                                                              |
| 4.   | Csapatok Same Difference Hope Futureproof                                    | Lányok Alisha Bennett Emily Nakanda Kimberley Southwick                  | 25 év felettiek Niki Evans Beverley Trotman Daniel DeBourg                    | Fiúk Leon Jackson Rhydian Andy Williams                                     |
| 5.   | Simon Cowell                                                                 | Cheryl Cole                                                              | Louis Walsh                                                                   | Dannii Minogue                                                              |
| 5.   | Fiúk Eoghan Quigg Austin Drage Scott Bruton                                  | Lányok Alexandra Burke Diana Vickers Laura White                         | Csapatok JLS Girlband Bad Lashes                                              | 25 év felettiek Ruth Lorenzo Rachel Hylton Daniel Evans                     |
| 6.   | 25 év felettiek Olly Murs Danyl Johnson Jamie Archer                         | Fiúk Joe McElderry Lloyd Daniels Rikki Loney                             | Csapatok John & Edward Miss Frank Kandy Rain                                  | Lányok Stacey Solomon Lucie Jones Rachel Adedeji                            |
| 7.   | Csapatok One Direction Belle Amie Diva Fever F.Y.D.                          | Lányok Rebecca Ferguson Cher Lloyd Katie Waissel Treyc Cohen             | 28 év felettiek Mary Byrne Wagner John Adeleye Storm Lee                      | Fiúk Matt Cardle Paije Richardson Aiden Grimshaw Nicolo Festa               |
| 8.   | Gary Barlow                                                                  | Tulisa                                                                   | Louis Walsh                                                                   | Kelly Rowland                                                               |
| 8.   | Fiúk Marcus Collins Craig Colton Frankie Cocozza James Michael               | Csapatok Little Mix The Risk Nu Vibe 2 Shoes                             | 25 év felettiek Kitty Brucknell Johnny Robinson Sami Brookes Jonjo Kerr       | Lányok Amelia Lily Misha B Janet Devlin Sophie Habibis                      |
| 9.   | Gary Barlow                                                                  | Tulisa                                                                   | Louis Walsh                                                                   | Nicole Scherzinger                                                          |
| 9.   | 28 év felettiek Christopher Maloney Kye Sones Melanie Masson Carolynne Poole | Lányok Ella Henderson Lucy Spraggan Jade Ellis                           | Csapatok Union J District3 MK1                                                | Fiúk James Arthur Jahmene Douglas Rylan Clark                               |
| 10.  | Gary Barlow                                                                  | Sharon Osbourne                                                          | Louis Walsh                                                                   | Nicole Scherzinger                                                          |
| 10.  | Csapatok Rough Copy Kingsland Road Miss Dynamix                              | 25 év felettik Sam Bailey Shelley Smith Lorna Simpson                    | Fiúk Nicholas McDonald Luke Friend Sam Callahan                               | Lányok Tamera Foster Hannah Barrett Abi Alton                               |
| 11.  | Simon Cowell                                                                 | Cheryl Fernandez-Versini                                                 | Louis Walsh                                                                   | Mel B                                                                       |
| 11.  | 25 év felettiek Ben Haenow Fleur East Stevi Ritchie Jay James                | Lányok Lauren Platt Lola Saunders Chloe-Jasmine Whichello Stephanie Nala | Csapatok Stereo Kicks Only the Young Overload Generation Blonde Electra       | Fiúk Andrea Faustini Paul Akister Jack Walton Jake Quickenden               |
| 12.  | Simon Cowell                                                                 | Cheryl Fernandez-Versini                                                 | Nick Grimshaw                                                                 | Rita Ora                                                                    |
| 12.  | 25 év felettiek Anton Stephans Max Stone Bupsi                               | Csapatok Reggie n Bollie 4th Impact Alien Uncovered                      | Fiúk Ché Chesterman Mason Noise Seann Miley Moore                             | Lányok Louisa Johnson Lauren Murray Monica Michael Kiera Weathers           |
| 13.  | Simon Cowell                                                                 | Sharon Osbourne                                                          | Louis Walsh                                                                   | Nicole Scherzinger                                                          |
| 13.  | Lányok Emily Middlemas Samantha Lavery Gifty Louise                          | 25 év felettiek Saara Aalto Honey G Relley C                             | Csapatok 5 After Midnight Four of Diamonds Bratavio Brooks Way                | Fiúk Matt Terry Ryan Lawrie Freddy Parker                                   |
| 14.  | Csapatok Rak-Su The Cutkelvins Sean and Conor Price Jack and Joel            | Lányok Grace Davies Holly Tandy Rai-Elle Williams Alisah Bonaobra        | Fiúk Lloyd Macey Sam Black Leon Mallett Spencer Sutherland                    | 28 év felettiek Kevin Davy White Matt Linnen Tracyleanne Jefford Talia Dean |
| 15.  | Simon Cowell                                                                 | Louis Tomlinson                                                          | Ayda Williams                                                                 | Robbie Williams                                                             |
| 15.  | Lányok Scarlett Lee Shan Ako Bella Penfold Molly Scott                       | Fiúk Dalton Harris Anthony Russell Brendan Murray Armstrong Martins      | 30 év felettiek Danny Tetley Giovanni Spano Janice Robinson Olatunji Yearwood | Csapatok Acacia & Aaliyah Misunderstood United Vibe LMA Choir               |

## Nézettségi átlagok
| Évad | Premier             | Finálé             | Epizódok | Nézettségi átlag Egyesült Királyság |
| ---- | ------------------- | ------------------ | -------- | ----------------------------------- |
| 1.   | 2004. szeptember 4. | 2004. december 11. | 24       | 7,40 millió                         |
| 2.   | 2005. augusztus 20. | 2005. december 17. | 30       | 8,73 millió                         |
| 3.   | 2006. augusztus 19. | 2006. december 16. | 30       | 8,27 millió                         |
| 4.   | 2007. augusztus 18. | 2007. december 15. | 28       | 8,57 millió                         |
| 5.   | 2008. augusztus 16. | 2008. december 13. | 30       | 10,51 millió                        |
| 6.   | 2009. augusztus 22. | 2009. december 13. | 30       | 13,0 millió                         |
| 7.   | 2010. augusztus 21. | 2010. december 12. | 30       | 14,13 millió                        |
| 8.   | 2011. augusztus 20. | 2011. december 11. | 31       | 12,41 millió                        |
| 9.   | 2012. augusztus 18. | 2012. december 9.  | 31       | 9,63 millió                         |
| 10.  | 2013. augusztus 31. | 2013. december 15. | 32       | 9,45 millió                         |
| 11.  | 2014. augusztus 30. | 2014. december 14. | 34       | 8,65 millió                         |
| 12.  | 2015. augusztus 29. | 2015. december 13. | 28       | 7,85 millió                         |
| 13.  | 2016. augusztus 27. | 2016. december 11. | 32       | 7,71 millió                         |
| 14.  | 2017. szeptember 2. | 2017. december 3.  | 28       | 6,52 millió                         |
| 15.  | 2018. szeptember 1. | 2018. december 2.  | 28       |                                     |

## Külföldi vetítés
| Ország           | Csatorna                    | Első vetítés |
| ---------------- | --------------------------- | ------------ |
| Magyarország     | RTL Klub (2010-2022)/RTL    | 2010         |
| Brazília         | Sony                        | 2014         |
| Dánia            | DR3, Yes TV, Family Channel | 2014         |
| Délkelet-Ázsia   | RTL CBS Entertainment       | 2014         |
| Egyesült Államok | AXS TV                      | 2014         |
| Írország         | TV3                         | 2014         |
| Kanada           | CHEK-DT                     | 2014         |
| Lengyelország    | Fox Life                    | 2014         |
| Málta            | TVM                         | 2014         |
| Szingapúr        | Mediacorp Channel 5         | 2014         |
| Új-Zéland        | TV3                         | 2015         |
| Finnország       | MTV3                        | 2016         |
| Törökország      | TV8                         | 2017         |

## Fordítás
Ez a szócikk részben vagy egészben  a   The X Factor (UK) című angol Wikipédia-szócikk fordításán alapul.  Az eredeti cikk szerkesztőit annak laptörténete sorolja fel. Ez a jelzés csupán a megfogalmazás eredetét és a szerzői jogokat jelzi, nem szolgál a cikkben szereplő információk forrásmegjelöléseként.